# Jean-Louis Laruette
Jean-Louis Laruette (París, 7 de març de 1731 - 10 de gener de 1792) fou un compositor i cantant d'òpera francès. Casat amb la seva companya de cant Marie-Thérèse Laruette.
El 1752 debutà com a galant jove, rols que aviat abandonà, malgrat la seva joventut, pels de barba, en els que es distingí de manera extraordinària, que li donaren el seu nom, ja que encara ara es designen amb el nom de Laruettes en l'Òpera Còmica els rols de pares i de financers. Com a cantor tenia un extraordinari bon gust, encara que dotat d'una veu molt mitjana, destacava pel seu mèrit com a actor, encarnant els personatges que interpretava amb gran perfecció, gran naturalitat i veritat.
Durant els vint-i-set anys que durà la seva carrera, creà nombrosos personatges, destacant entre ells principalment, els de Le Diable à quatre; Blaise le savatier; Rose et Celins; L'Ecole de le jeunesse, Tom James; Toinon et Toinette i altres.
Músic notable no es conformava en cantar les partitures d'altres, sinó que les escrivia tant boniques com agradables, com: 
- Le Docteur Sangredo (1756);
- Le médecin de l'amour (1758);
- Cendrillo, Le député généreux (1761);
- Le Gui de chéne i Les deux compères (1772).

El 1779 abandonà el teatre i es retirà a Tolosa.